# Evan Goldberg
Evan Goldberg (Vancouver, 11 maggio 1982) è uno sceneggiatore, regista e produttore cinematografico canadese.

## Biografia
Evan Goldberg nasce nel 1982 a Vancouver, nella provincia canadese della Columbia Britannica, da una famiglia ebraica, cresciuto nel quartiere Marpole. Frequenta la Point Grey Secondary School e successivamente l'Università McGill di Montréal. Nel 2004 lavora per soli tre giorni come modello per l'azienda d'abbigliamento American Apparel. Nello stesso anno, dopo la laurea, comincia a lavorare come sceneggiatore, insieme al suo amico d'infanzia e futuro compagno di commedia Seth Rogen, per la serie televisiva Da Ali G Show, ideata ed interpretata da Sacha Baron Cohen. È co-proprietario della società Gravy Train Poutinerie.

### La collaborazione con Seth Rogen
Nel 2007 inizia una stretta collaborazione con l'amico Seth Rogen, che continua tuttora. A partire dal 2007 collaborano a diversi film, tra i quali Molto incinta, Su×bad - Tre menti sopra il pelo, Strafumati, Funny People e The Green Hornet. Entrambi fan sfegatati del cartone animato I Simpson, nel 2009 conoscono il produttore televisivo della serie animata James L. Brooks, il quale, fan del loro film Su×bad - Tre menti sopra il pelo, decide di dargli l'opportunità di scrivere dei soggetti per la serie; tra questi viene accettato uno script, che diventa il primo episodio della ventunesima stagione, intitolato Homer il ciccione.

## Filmografia

### Sceneggiatore

#### Cinema
- Jay and Seth Versus the Apocalypse, regia di Jason Stone (2007) - Cortometraggio
- Su×bad - Tre menti sopra il pelo (Superbad), regia di Greg Mottola (2007)
- Strafumati (Pineapple Express), regia di David Gordon Green (2008)
- The Green Hornet, regia di Michel Gondry (2011)
- Goon, regia di Michael Dowse (2011)
- Vicini del terzo tipo (The Watch), regia di Akiva Schaffer (2012)
- Facciamola finita (This Is the End), regia di Evan Goldberg e Seth Rogen (2013)
- The Interview, regia di Evan Goldberg e Seth Rogen (2014)
- Sausage Party - Vita segreta di una salsiccia (Sausage Party), regia di Greg Tiernan e Conrad Vernon (2016)

#### Televisione
- Da Ali G Show, ideato da Sacha Baron Cohen - serie TV, sei episodi (2004)
- I Simpson (The Simpsons), ideato da Matt Groening - serie TV animata, episodio Homer il ciccione (2009)
- Preacher - serie TV (2016)
- The Boys - serie TV (2019)
- The Studio - serie TV (2025)

### Produttore
- 50 e 50 (50/50), regia di Jonathan Levine (2011)
- Parto con mamma (The Guilt Trip), regia di Anne Fletcher (2012)
- Facciamola finita (This Is the End), regia di Evan Goldberg e Seth Rogen (2013)
- Cattivi vicini (Neighbors), regia di Nicholas Stoller (2014)
- The Interview, regia di Evan Goldberg e Seth Rogen (2014)
- Cattivi vicini 2 (Neighbors 2: Sorority Rising), regia di Nicholas Stoller (2016)
- Sausage Party - Vita segreta di una salsiccia (Sausage Party), regia di Greg Tiernan e Conrad Vernon (2016)
- The Disaster Artist, regia di James Franco (2017)
- Giù le mani dalle nostre figlie (Blockers), regia di Kay Cannon (2018)
- Non succede, ma se succede... (Long Shot), regia di Jonathan Levine (2019)
- Good Boys - Quei cattivi ragazzi (Good Boys), regia di Gene Stupnitsky (2019)
- An American Pickle, regia di Brandon Trost (2020)
- Cobweb, regia di Samuel Bodin (2023)

### Produttore esecutivo

#### Cinema
- Molto incinta (Knocked Up), regia di Judd Apatow (2007)
- Su×bad - Tre menti sopra il pelo (Superbad), regia di Greg Mottola (2007)
- Strafumati (Pineapple Express), regia di David Gordon Green (2008)
- Funny People, regia di Judd Apatow (2009)
- The Green Hornet, regia di Michel Gondry (2011)
- Parto con mamma (The Guilt Trip), regia di Anne Fletcher (2012)
- Facciamola finita (This Is the End), regia di Evan Goldberg e Seth Rogen (2013)

#### Televisione
- Preacher - serie TV (2016)
- The Boys - serie TV (2019-in corso)
- The Studio - serie TV (2025)

### Regista
Cinema
- Facciamola finita (This Is the End), co-regia con Seth Rogen (2013)
- The Interview, co-regia con Seth Rogen (2014)

Televisione
- The Studio, co-regia con Seth Rogen (2025)

### Attore
- Facciamola finita (This Is the End), regia di Evan Goldberg e Seth Rogen (2013)

### Doppiatore
- Sausage Party - Vita segreta di una salsiccia (Sausage Party), regia di Greg Tiernan e Conrad Vernon (2016)

## Riconoscimenti
- 2005 – Primetime Emmy Awards
  - Candidatura per la Miglior sceneggiatura per un programma varietà, musicale o comico
- 2008 – Canadian Comedy Awards
  - Miglior sceneggiatura di un film (Su×bad - Tre menti sopra il pelo)
- 2012 – Golden Globe
  - Candidatura per il Miglior film commedia o musicale (50 e 50)
- 2012 – Independent Spirit Awards
  - Candidatura per il Miglior film (50 e 50)
- 2013 – Genie Award
  - Candidatura per la Miglior sceneggiatura adattata (Goon)